# Aeronave de fuselagem larga

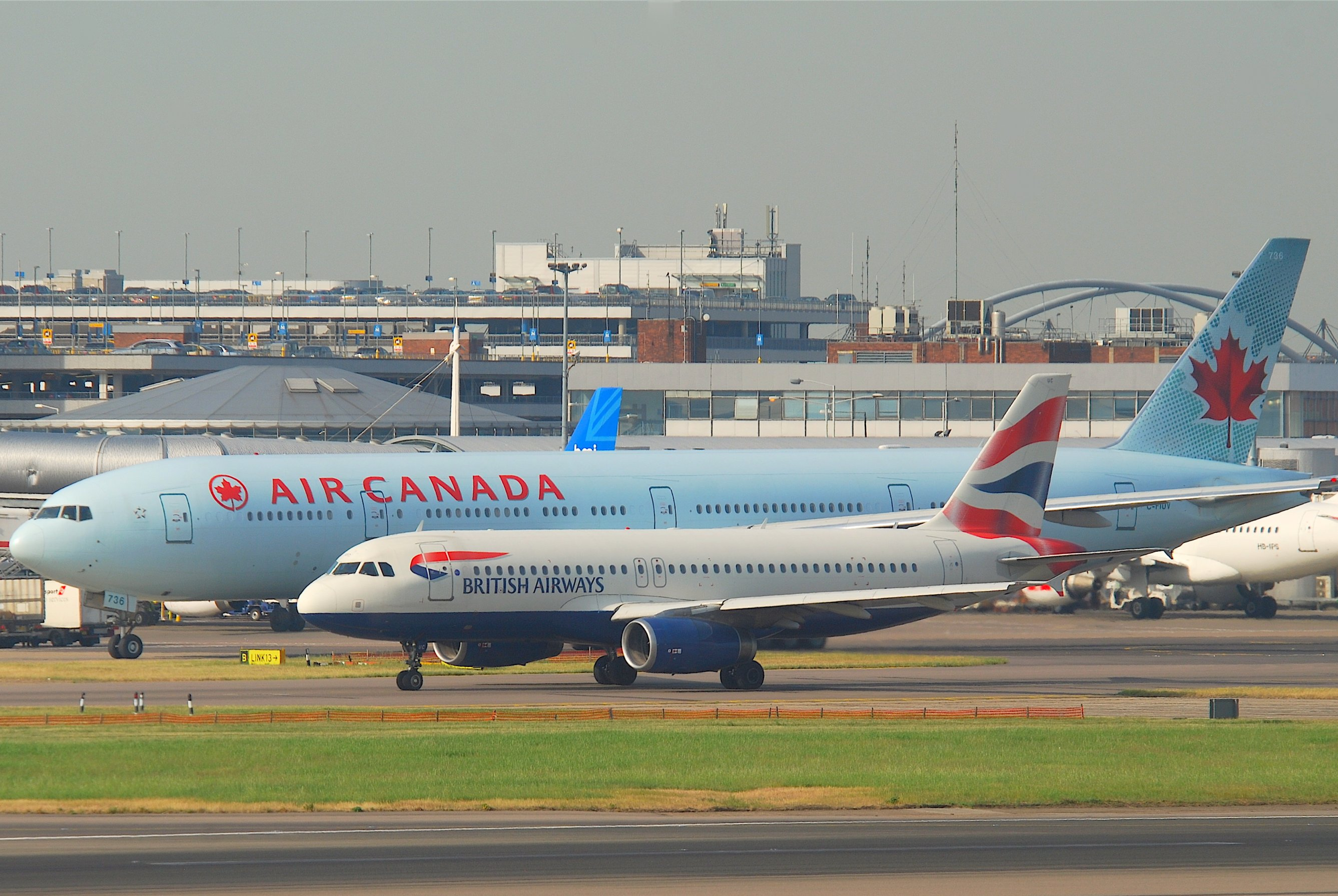
Comparação de uma aeronave de fuselagem estreita (Airbus A320) e uma de fuselagem larga (Boeing 777).

Aeronaves de fuselagem larga (em inglês Wide-body aircraft), são aeronaves a jato nas quais a cabina possui duas coxias, ou corredores, com sete ou mais assentos por fileira. São geralmente utilizadas para voos longos e intercontinentais acomodando maior número de passageiros e quantidades de carga que aeronaves de menor capacidade. A primeira aeronave de fuselagem larga do mundo foi Boeing 747, que entrou em serviço em 1970, seguido do McDonnell Douglas DC-10, Lockheed L-1011 Tristar e Airbus A300. Outros exemplos de fuselagem larga incluem o gigante Airbus A380, maior jato de passageiros lançado desde o Boeing 747 e o Boeing 777X, ainda em desenvolvimento. Aviões de corredor único são conhecidos por narrowbody.

## História

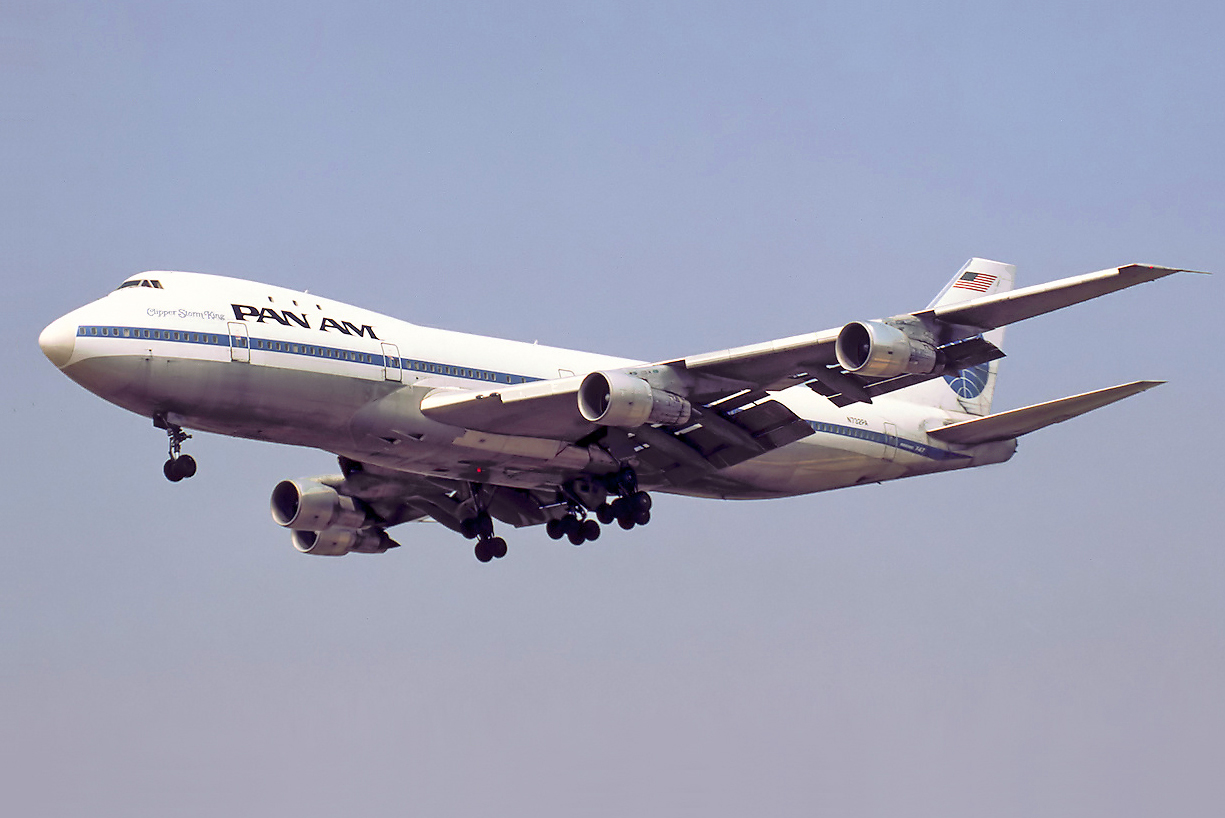
Um Boeing 747, o primeiro avião de passageiros de fuselagem larga, operado pela Pan Am, seu cliente de lançamento

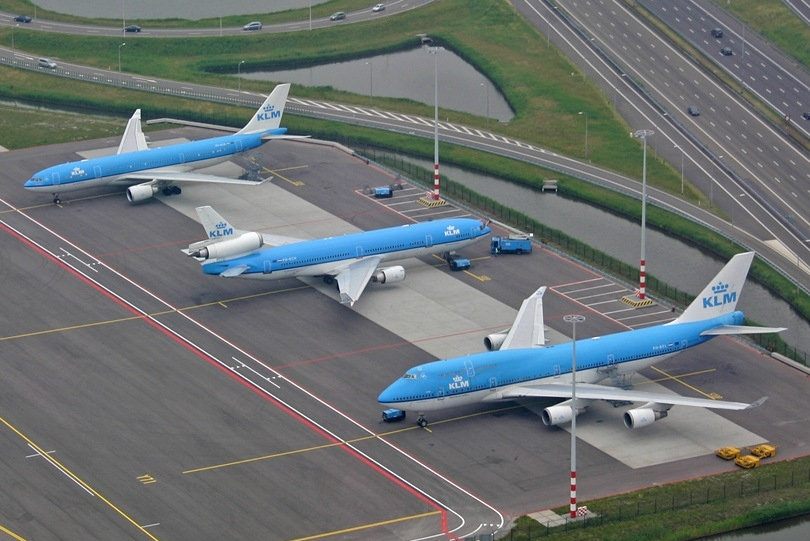
Três widebodies: Airbus A330 twinjet da KLM, trijato McDonnell Douglas MD-11 e Boeing 747-400 quadjet

Após o sucesso do Boeing 707 e Douglas DC-8 no final dos anos 1950 e início dos anos 1960, as companhias aéreas começaram a buscar aeronaves maiores para atender à crescente demanda global por viagens aéreas. Os engenheiros enfrentaram muitos desafios, pois as companhias aéreas exigiam mais assentos de passageiros por aeronave, maiores alcances e menores custos operacionais.
Os primeiros aviões a jato, como o 707 e o DC-8, sentavam passageiros ao longo de cada lado de um único corredor, com não mais do que seis assentos por fileira. Aeronaves maiores teriam que ser mais longas, mais altas (aeronaves de dois andares) ou mais largas para acomodar um maior número de assentos de passageiros.
Os engenheiros perceberam que ter dois andares criava dificuldades para atender às normas de evacuação de emergência com a tecnologia disponível na época. Durante a década de 1960, acreditava-se também que aviões supersônicos sucederiam aviões maiores e mais lentos. Assim, acreditava-se que a maioria das aeronaves subsônicas se tornaria obsoleta para viagens de passageiros e seria eventualmente convertida em cargueiros. Como resultado, os fabricantes de aviões optaram por uma fuselagem mais larga em vez de uma mais alta (o 747 e, eventualmente, o McDonnell Douglas DC-10 e o Lockheed L-1011 TriStar). Ao adicionar um segundo corredor, a aeronave mais larga poderia acomodar até 10 assentos, mas também poderia ser facilmente convertida em um cargueiro e transportar dois paletes de carga oito por oito ao lado.
Os engenheiros também optaram por criar versões "esticadas" do DC-8 (modelos 61, 62 e 63), bem como versões mais longas dos modelos 707 (-320B e 320C) e 727 (-200) da Boeing; e o DC-9 de Douglas (modelos -30, -40 e -50), todos capazes de acomodar mais assentos do que suas versões antecessoras mais curtas.
A era da fuselagem larga começou em 1970 com a entrada em serviço do primeiro avião de fuselagem larga, o Boeing 747. de quatro motores e dois andares parciais.  Novas aeronaves de fuselagem larga trijato logo se seguiram, incluindo o McDonnell Douglas DC-10 e o L-1011 TriStar. O primeiro bijato wide-body, o Airbus A300, entrou em serviço em 1974. Este período ficou conhecido como as "guerras de corpo largo".

Uma comparação de seção transversal do Airbus A380 (de dois andares o comprimento total) e do Boeing 747-400 (de dois andares apenas na seção frontal)

O L-1011 TriStars foi demonstrado na URSS em 1974, quando a Lockheed tentou vender a aeronave para a Aeroflot. No entanto, em 1976, a União Soviética lançou seu próprio primeiro wide-body quadrimotor, o Ilyushin Il-86.
Após o sucesso das primeiras aeronaves wide-body, vários projetos subsequentes chegaram ao mercado nas duas décadas seguintes, incluindo o Boeing 767 e 777, Airbus A330 e Airbus A340, e o McDonnell Douglas MD-11. Na categoria "jumbo", a capacidade do Boeing 747 não foi superada até outubro de 2007, quando o Airbus A380 entrou em serviço comercial com o apelido de "Superjumbo". Ambos os "jatos jumbo" Boeing 747 e Airbus A380 têm quatro motores cada (quad-jets), mas o próximo Boeing 777X ("mini jumbo jet") é um jato duplo.
Em meados dos anos 2000, o aumento dos custos do petróleo em um clima pós-11/9 fez com que as companhias aéreas olhassem para aeronaves mais novas e mais eficientes em termos de combustível. Dois desses exemplos são o Boeing 787 Dreamliner e o Airbus A350 XWB.
A produção dos grandes jatos de longo curso Boeing 747-8 e Airbus A380 de quatro motores chegou ao fim, já que as companhias aéreas agora estão preferindo os aviões menores e mais eficientes Airbus A350, Boeing 787 e Boeing 777 bimotores de longo alcance.

## Exemplos das principais aeronaves widebody
- Airbus A300
- Airbus A310
- Airbus A330
- Airbus A340
- Airbus A350
- Airbus A380
- Boeing 747
- Boeing 767
- Boeing 777
- Boeing 787
- Douglas DC-10
- McDonnell Douglas MD-11
- Ilyushin Il-86
- Ilyushin Il-96
- Lockheed L-1011 Tristar

## Galeria
- O Airbus A380 é o maior e mais largo dos aviões de passageiros.
- Airbus A350.
- Boeing 787.
- Interior de um Boeing 767, aeronave de fuselagem larga na configuração 2-3-2.
- Interior de um Boeing 787, aeronave de fuselagem larga, na configuração 3-3-3.
- Interior de um Airbus A380, aeronave de fuselagem larga na configuração 3-4-3.

## Ligações extenas
- Airplane seat pitch and width information in table form
- WidebodyAircraft.nl information and chronology
- Etihad Airways A340-600 interior